# Juan Acevedo Pavez

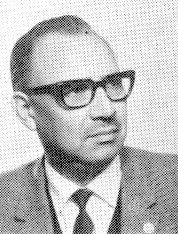
Juan Acevedo Pavez

Juan Acevedo Pavez (* 8. November 1914 in Pichilemu; † 27. August 2010 in Santiago de Chile) war ein chilenischer Gewerkschaftsfunktionär und Politiker der Sozialistischen Partei PS (Partido Socialista de Chile), der Sozialistischen Volkspartei PSP (Partido Socialista Popular), der Arbeiterpartei PT (Partido del Trabajo) und zuletzt der Kommunistischen Partei PC (Partido Comunista de Chile), der unter anderem von 1952 bis 1953 Bürgermeister von San Bernardo sowie zwischen 1953 und 1973 Mitglied der Abgeordnetenkammer (Cámara de Diputados) war, der zweiten Kammer des Nationalkongresses (Congreso Nacional). Er war zudem von 1970 bis 1971 Erster Vizepräsident der Abgeordnetenkammer.

## Leben
Juan Acevedo Pavez, Sohn von Juan Acevedo Cornejo und Elena Pavez Castro, besuchte nach dem Besuch der Sekundarschule Lehrgänge in Elektrotechnik und Bauwesen an der Kunstgewerbeschule (Escuela de Artes y Oficios) sowie Buchhaltung an einem privaten Institut. Er war von 1935 bis 1953 Angestellter der chilenischen Elektrizitätsgesellschaft (Compañía Chilena de Electricidad), der heutigen Enel Distribución Chile, und fungierte auch als Berater der Staatlichen Transportgesellschaft (Empresa de Transportes del Estado). Er engagierte sich als Gewerkschaftsfunktionär und trat im Dezember 1934 der Sozialistischen Partei PS (Partido Socialista de Chile) bei. Er war zwischen 1938 und 1942 Präsident der Berufsgewerkschaft der Privatangestellten von San Bernardo und zugleich von 1942 bis 1950 Nationaler Sekretär des Nationalen Verbandes der Privatangestellten CONSIEP (Confederación Nacional de Empleados Particulares). Im November 1946 trat er aus der Sozialistischen Partei Chiles aus und wurde Mitglied der Sozialistischen Volkspartei PSP (Partido Socialista Popular), deren Sektionssekretär von San Bernardo er zwischen 1946 und 1950 war und als deren Sekretär der Sektion Santiago er 1951 fungierte. 1950 wurde er für drei Jahre zum Stadtrat (Regidor) von San Bernardo gewählt und fungierte gleichzeitig zwischen 1952 und 1953 als Bürgermeister (Alcalde) von San Bernardo.
1953 wurde Acevedo Pavez als Nachfolger von Simón Olavarría Alarcón für die PSP erstmals zum Mitglied der Abgeordnetenkammer (Cámara de Diputados) gewählt, der zweiten Kammer des Nationalkongresses (Congreso Nacional), und vertrat in dieser bis zu seiner Ablösung durch Mireya Baltra Moreno 1973 den Wahlkreis „VIII Melipilla, San Antonio, San Bernardo y Maipo“, wobei er seit dem 15. Mai 1957 zeitweise der Arbeiterpartei PT (Partido del Trabajo) angehörte und zuletzt 1958 der Kommunistischen Partei PC (Partido Comunista de Chile) beitrat. Er war während seiner Parlamentszugehörigkeit Mitglied zahlreicher Ständiger Ausschüsse sowie verschiedener Sonderausschüsse und wurde 1969 zweiter Vizepräsident der Abgeordnetenkammer (Segunda vicepresidente de la Cámara). Am 12. Mai 1970 wurde er erster Vizepräsident der Abgeordnetenkammer (Primer vicepresidente de la Cámara) und bekleidete dieses Amt bis zum 21. Juni 1971.
Aus seiner Ehe mit Carmen Blanchet Gurbens gingen zwei Kinder hervor.